# مشمار هياردين
مشمار هياردين (משמר הירדן) بلدة يهودية سابقة تم إنشاؤها في الجليل الأعلى في شمال إسرائيل خلال الهجرة الأولى. تم تدميره خلال حرب عام 1948. واسمه العبري يعني حارس نهر الأردن. أعيد إنشاء القرية باسم مشمار هاياردن الجديدة.

## التاريخ
أقيمت المستوطنة على أرض القرية العربية الزراعة. في سنة 1882 اشترى مردخاي إسحاق لوبوفسكي من أصهاره عائلة عبو اليهودية الأرض البالغة مساحتها حوالي 2000 دونم، غرب نهر الأردن، وهو مستوطن من الولايات المتحدة من مؤسسي مستوطنة يسود حمعالا وأنشأ عليها مزرعة خاصة أطلق عليها اسم "شوشنات الأردن" نسبة إلى زوجته الراحلة.
ولما أدراك أنه لن يتمكن من الحفاظ على المزرعة المعزولة بمفرده، تقاسمها مع مستوطنين بمساعدة مالية من جمعية "أحباء صهيون". أسسوا مستعمرة مشمار هاياردين في شهر إيلول سنة 1890. على امتداد طريق صفد دمشق (اليوم: طريق السريع 91 المحاذي لمفرق مستوطنة غادوت اليوم) غرب جسر بنات يعقوب. في عام 1898، وضعت جمعية الاستعمار اليهودي على المستعمرة تحت رعايتها، التي اشترت من خلال الزراعي حاييم مارغاليوت كالفاريسكي المسؤول عن الاستيطان لدى الجمعية مزيداً من الأراضي وجلبت المزيد من المستوطنين إلى الأرض، وفي عام 1901، كان هناك 12 عائلة في المستعمرة على مساحة حوالي 4400 دونم. في عام 1914، كان يعيش في المستعمرة 125 ساكناً، على مساحة تقدر بنحو 7600 دونم.
خلال الحرب العالمية الأولى، كانت المنطقة مسرحًا لمعركة شرسة بين البريطانيين والعثمانيين. ولم يغادر المستوطنون مساكنهم، وأعادوا بناء ما تم هدمه منها.
وفي عشرينيات القرن الماضي، غادر بعض المزارعين بسبب تفشي حمى البول الأسود وانتقلوا إلى مناطق نتانيا وإفن يهودا. خلال ثورة عام 1929، عانت المستعمرة من الهجمات.
وفي ثلاثينيات القرن العشرين، تلقت المستوطنة تعزيزات نواة تعزيزية من حركة بيتار. خلال الثورة العربية في فلسطين، تعرضت المستعمرة للهجمات، وتوقف العمالة العربية بشكل شبه كامل، وحل محلهم شباب البيتار. في عام 1938، قُتل يهوديان، أب وابنه، بينما كانا في طريقهما لسحب المياه من نهر الأردن. وردا على ذلك، قتل المستوطنون سبعة عرب وألحقوا أضرارا بممتلكات عربية. وفي وقت لاحق من ذلك العام، هوجمت المستعمرة، لكن الهجوم توقف عندما وصل حراس من شرطة المستوطنات العبرية إلى مكان الحادث. كما أجرى أعضاء بيتار تدريبات عسكرية هناك. وعلم البريطانيون بذلك، وفي 18 نوفمبر 1939، داهمت السلطات البريطانية المستعمرة واعتقلت 38 من المتدربين. غادر أعضاء البيتار بحلول نهاية عام 1940. ومع ذلك، في الأربعينيات من القرن الماضي، تم العثور على قوة ثابتة لعدد من المغذيات في المكان. خلال الحرب العالمية الثانية، شهدت المستعمرة ازدهارًا نسبيًا، لكن وضعها تدهور بعد ذلك، بما في ذلك رحيل بعض الفلاحين.